# Riofrío de Riaza
Riofrío de Riaza er en by og kommune i det centrale Spanien i provinsen Segovia. Den har et indbyggertal på 27 (2024) indbyggere.